# Mk 2 (granada)
A granada Mk 2 é uma granada de mão antipessoal do tipo de fragmentação introduzida pelas forças armadas dos EUA em 1918. Foi a granada antipessoal padrão usada durante a Segunda Guerra Mundial e também teve serviço limitado em conflitos posteriores, incluindo a Guerra da Coréia e a Guerra do Vietnã. Substituindo a pouco confiável Mk 1 de 1917, ela foi padronizada em 1920 como Mk II e redesignada como Mk 2 em 2 de abril de 1945.
A Mk 2 foi gradualmente retirada de serviço quando a granada da série M26 (M26/M61/M57) foi introduzida durante a Guerra da Coréia. Devido à enorme quantidade fabricada durante a Segunda Guerra Mundial, a Mk 2 ainda estava em utilização no Exército dos EUA e no Corpo de Fuzileiros Navais dos EUA durante as décadas de 1950 e 1960. A Marinha dos EUA foi um dos últimos usuários da Mk 2 quando ela foi finalmente retirada do serviço militar dos EUA em 1969, substituída pela série M33 (M33 / M67).

## Operadores
- Argentina
- Brasil[3]
- Chile − Cópias produzidas localmente até a década de 1990[4]
- Estados Unidos
- Filipinas
- Irão
- Israel
- Itália
- Países Baixos − Cópias da Mk 2A1 produzidas localmente no pós-guerra[4]
- Taiwan − Cópias produzidas localmente até a década de 1990[4]
- Turquia
- Japão